# ژان پیر کرس
ژان پیر کرس (انگلیسی: Jean-Pierre Kress; ۱ مارس ۱۹۳۰ – ۲۲ آوریل ۲۰۲۱) بازیکن فوتبال اهل فرانسه بود.
از باشگاه‌هایی که در آن بازی کرده‌است می‌توان به باشگاه فوتبال استراسبورگ اشاره کرد.
وی همچنین در تیم ملی فوتبال فرانسه بازی کرده‌است.